# Georg Stilke
Georg Stilke (* 14. Oktober 1840 in Düsseldorf; † 4. November 1900 in Wiesbaden) war ein deutscher Verlags- und Bahnhofsbuchhändler.

## Leben
Georg Stilke wurde als Sohn des Malers Hermann Stilke und der Illustratorin und Malerin Hermine Stilke in Düsseldorf geboren. Stilke begann als Lehrling in dem Geschäft von F. Schneider & Co. in Berlin, welches er im Alter von 22 Jahren käuflich erwarb.
Im Jahre 1869 tat sich Stilke mit Schäfer-Voit für die Herausgabe und den Verlag der bekannten Modezeitung Der Bazar zusammen. In dessen Redaktion lernte Stilke den Schriftsteller Paul Lindau kennen. Zusammen begründeten sie 1872 die populäre Zeitschrift Die Gegenwart (1872–1891). Ebenfalls zusammen mit Lindau gründete Stilke die Monatsschrift Nord und Süd (1877–1904) und verlegte ab dem Jahr 1892 in Zusammenarbeit mit Maximilian Harden die Zeitschrift Die Zukunft. Vier Jahre später übernahm Stilke den herausgebenden Verlag der Preußischen Jahrbücher. Außer den genannten Zeitschriften hat Stilke eine Reihe wertvoller Bücher und Kunstwerke verlegt.

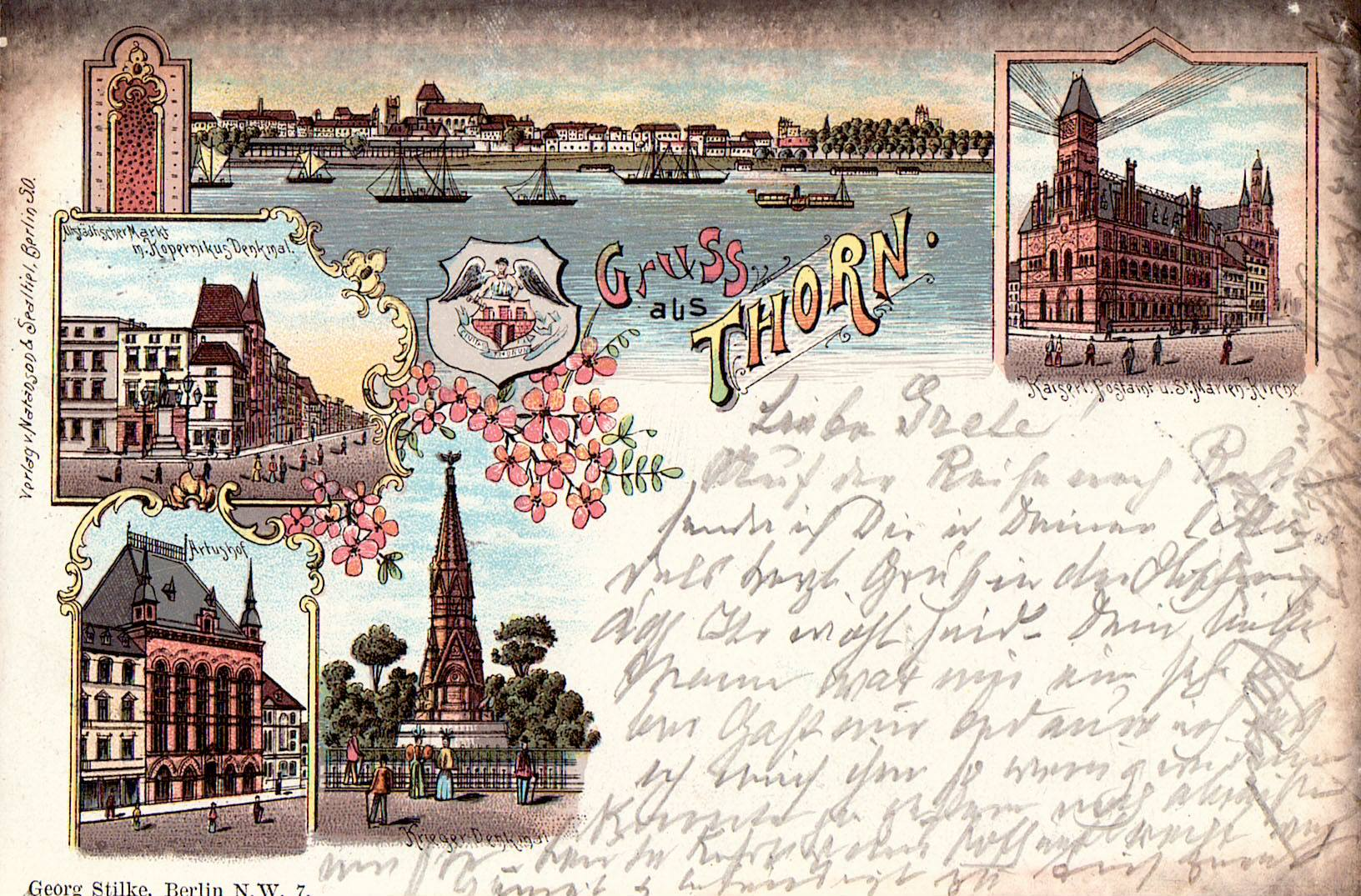
„Gruss aus Thorn“-Mehrbild-Postkarte;
Verlag Natanson & Sealtiel mit Zudruck Georg Stilke, Berlin; um 1898

Im Jahr 1882 hatte Stilke mit dem Bahnhofshandel einen neuen Geschäftszweig begründet. Zunächst verkaufte seine Firma Tageszeitungen und „leichte Lektüre“ auf den Bahnhöfen der Berliner Stadtbahn, ab 1894 auch auf allen anderen Bahnhöfen in Berlin. Weitere Bahnhofsbuchhandlungen eröffnete Stilke ab 1891 in Hamburg sowie auf den Bahnhöfen der Verbindungsbahn Hamburg/Altona.
Georg Stilke starb 1900 im Alter von 60 Jahren in Berlin und wurde, wie zuvor sein Vater, auf dem Alten St.-Matthäus-Kirchhof in Schöneberg beigesetzt. Beide Gräber sind nicht erhalten geblieben.
Im Jahr 1900 übernahm sein Sohn Hermann Stilke (1870–1928) das Geschäft und baute dies kontinuierlich weiter aus. Er ließ sich auch mit Schloss Ringelsdorf ein eigenes neues Herrenhaus für sein 1282 ha Rittergut errichten. Nach Hermann Stilkes Tod wurde dessen Sohn Georg H. Stilke (1904–1974) Alleininhaber des Unternehmens, erweiterte es durch den Aufkauf der Nicolaischen Buchhandlung und baute es nach dem Zweiten Weltkrieg wieder auf. Von 1947 bis 1958 hatte er den Vorsitz des Verbandes Deutscher Bahnhofsbuchhändler inne. Anfang der 70er Jahre realisierte die Stilke-Gruppe rund 50 % des westdeutschen Bahnhofsbuchhandels-Umsatzes (82,4 Mio. €).